# جامعة المنيا
جامعة المنيا هي جامعة مصرية تقع في محافظة المنيا علي بعد حوالي 266 كيلومتر جنوب القاهرة. تاسست جامعة المنيا في البداية كفرع لجامعة أسيوط في 1966 ثم استقلت بالقرار الجمهوري رقم 93 لسنة 1976. ويقع حرم الجامعة شمال مدينة المنيا.

## الشعار
تم اختيار صورة الملكة نفرتيتي داخل كتاب مفتوح شعارًاً للجامعة، وراس نفرتيتى هو شعار محافظة المنيا نظرا ًا لدورها التاريخى والعقائدى الذي لعبته في تاريخ مصر القديمة، فقد كانت زوجة للملك اخناتون صاحب فكرة التوحيد في العقيدة المصرية القديمة والراعى للعدالة والحق على الأرض. وقد عثر على رأس نفرتيتى في منطقة تل العمارنة أقصى جنوب محافظة المنيا كما صورت في جميع المقابر في هذه  المنطقة.

## الرؤساء
تولي جامعة المنيا 11 رئيس جامعة منذ تأسيسها حتي الآن وكان أول رئيس للجامعة هو الأستاذ الدكتور عبد المنعم حسين الذي تولي رئاسة الجامعة من 9 أكتوبر 1976 حتي 15 أغسطس 1979.
| رئيس الجامعة             | بداية      | نهاية      |
| ------------------------ | ---------- | ---------- |
| ا. د. عبدالمنعم حسين     | 09/10/1976 | 15/8/1979  |
| ا. د. علي شاهين          | 16/08/1979 | 04/03/1984 |
| ا. د. محمود كامل         | 31/08/1988 | 07/05/1984 |
| ا.د. ايهاب حسن اسماعيل   | 01/09/1988 | 31/07/1991 |
| ا.د. جمال ابوالمكارم رزق | 30/07/1999 | 01/08/1991 |
| ا.د. ماهر مصطفي          | 31/07/1999 | 30/7/2003  |
| ا.د. عبدالمنعم عبدالحميد | 31/07/2006 | 31/8/2003  |
| ا.د. ماهر جابر محمد      | 01/10/2011 | 01/08/2006 |
| ا.د. محمد احمد شريف      | 18/7/2014  | 22/01/2012 |
| ا.د. جمال ابوالمجد       | 19/08/2014 | 15/07/2018 |
| ا.د مصطفي عبدالنبي       | 16/07/2018 | الان       |

## الكليات
وتضم الجامعة 20 كليه بالإضافة لمعهد التمريض العالى، يقع أرعة منها خارج الحرم الجامعي الرئيسي وهى الآداب - طب الأسنان – الهندسة - الطب البيطرى وبقية ال 16 كليه داخل الحرم الرئسي وهي:
- كلية التربية
- كلية السياحة والفنادق
- كلية الزراعة
- كلية التربية النوعية
- كلية العلوم
- كلية الهندسة
- كلية الفنون الجميلة
- كلية الطب
- كلية التربية الرياضية
- كلية دار العلوم
- كلية طب الأسنان
- كلية التمريض
- كلية الحقوق
- كلية الطب البيطرى
- كلية الآداب
- كلية الصيدلة
- كلية الالسن
- كلية السياحة والفنادق
- كلية الحاسبات والمعلومات

## خريجون بارزون
- محمد سعد الكتاتني: سياسي مصري ورئيس مجلس الشعب المصري دورة 2012.[11]
- ليلى غنام: سياسية فلسطينية محافظ رام الله والبيرة حاصلة على درجة دكتوراة الفلسفة في التربية تخصص صحة نفسية.[12]
- أبو العلا ماضي: سياسي مصري ورئيس حزب الوسط الجديد وانتخب رئيساً لاتحاد طلاب جامعة المنيا في الفترة بين عامي 1977و 1979.[بحاجة لمصدر]
- كاميليا شحاتة: معلمة مصرية اشتهرت باعتنفاقها الإسلام في بعض المواقع الإسلامية.[13]
- أبو طلال القاسمي: ناشط جهادي.[بحاجة لمصدر]

## وصلات خارجية
- الموقع الرسمي